# Fédération malienne de basket-ball
 (juillet 2024).
La Fédération malienne de basket-ball (FMBB) est une association d’intérêt public regroupant les clubs de basket-ball du Mali et organisant les compétitions nationales et les matchs internationaux de la sélection malienne. 
Elle est affiliée à l’Association des fédérations africaines de basket-ball et à la Fédération internationale de basket-ball depuis 1961.

## Historique
À l'issue du Conseil national tenu à Sikasso les 21 et 22 janvier 2006, Hamane Niang a été reconduit à son poste de président de la FMBB. Nommé le 3 octobre 2007 ministre de la Jeunesse et des Sports dans le gouvernement de Modibo Sidibé, il est remplacé par Abdallah Haïdara qui assure l'intérim. Abdallah Haïdara est réélu président lors du Conseil national électif qui s'est réuni à Kayes les 6 et 7 mars 2010.